# 知多警察署
知多警察署（ちたけいさつしょ）は、愛知県警察が管轄する警察署の一つである。

## 所在地
- 愛知県知多市緑町31-1
  - 最寄駅：名鉄常滑線 朝倉駅

## 管轄区域
- 知多市

## 沿革
- 1948年（昭和23年） - 旧警察法制定により、現知多市域に自治体警察として八幡町警察が発足する。八幡町以外の他の町村は国家地方警察知多地区警察署管轄。
- 1951年（昭和26年）4月 - 八幡町警察廃止。国家地方警察再編により、現知多市域は知多西地区警察署管轄になる。
- 1954年（昭和29年）7月1日 - 愛知県警察発足により、現知多市域は愛知県横須賀警察署（現在の東海警察署）の管轄区域となる。
- 1995年（平成7年）4月1日 - 東海警察署から独立し、知多警察署が開署される。

## 組織
- 警務課
  - 警務係
  - 住民サービス係
  - 留置管理係
- 会計課
  - 会計係
- 生活安全課
  - 生活安全係
- 地域課
  - 地域総務係
  - 地域(第一係～第三係)
- 刑事課
  - 刑事総務係
  - 強行盗犯係
  - 鑑識係
  - 知能暴力薬物係
- 交通課
  - 交通総務係
  - 指導取締係
  - 事故捜査係
- 警備課
  - 警備係

## 交番
※ （ ）の中は所在地
- 東部交番（知多市八幡字池下103番地）
- 知多南部交番（知多市新舞子字大瀬8番地の64）
- 新知交番（知多市新知字斉宮畑11番地）
- つつじが丘交番（知多市つつじが丘1丁目14番地）※建て替え工事のため2025年（令和7年）7月頃まで閉鎖中。[1]

## 警察官駐在所
※ （ ）の中は所在地
- 岡田駐在所（知多市岡田字開戸63番地の1）